# クーン・カステールス
クーン・カステールス（Koen Casteels, 1992年6月25日 - ）は、ベルギー・アントウェルペン州ボーンヘイデン出身のサッカー選手。ベルギー代表。サウジ・プロフェッショナルリーグ・アル・カーディシーヤFC所属。ポジションはゴールキーパー。

## 経歴

### クラブ
2009年、KRCヘンクのトップチームに昇格した。当初はティボ・クルトゥワよりも優れていると見られていたが、他の数人のゴールキーパーと共に負傷したため、クルトゥワにポジション争いで敗れ、試合へ出場することはなかった。
TSG1899ホッフェンハイムを経て、2015年1月、VfLヴォルフスブルクと3年半契約を結び移籍した。最初の半年をローン移籍によりヴェルダー・ブレーメンで過ごした後、ヴォルフスブルクに完全移籍した。
2024年6月10日、カステールスは昇格したばかりのサウジ・プロ・リーグクラブ、アル・カディシヤと3年契約を結んだ。

### 代表
各世代別のベルギー代表でプレーしている。
2014 FIFAワールドカップに臨むベルギー代表へ選出されたが、怪我のため辞退した。代替メンバーとしてシルヴィオ・プロトを経てサミー・ボスが招集された。
2018 FIFAワールドカップを前にA代表に初選出されたが、出場機会はなかった。
2020年9月8日に行われたUEFAネーションズリーグ2020-21・リーグA・アイスランド戦でA代表として初出場を果たした。
2024年5月28日、UEFA EURO 2024のメンバーに選出された。絶対的守護神のクルトゥワが怪我明けの影響で不在のため、カステールスが先発に抜擢されると、第3節ウクライナ戦では、自身の好セーブもあって失点を0に抑え、チームの決勝トーナメント進出に貢献した。

## 代表歴

### 出場大会
- ベルギー代表
  - 2018 FIFAワールドカップ
  - 2022 FIFAワールドカップ

### 試合数
- 国際Aマッチ 8試合 0得点（2020年-）[10]

| ベルギー代表 | 国際Aマッチ | 国際Aマッチ |
| 年           | 出場        | 得点        |
| ------------ | ----------- | ----------- |
| 2020         | 1           | 0           |
| 2021         | 2           | 0           |
| 2022         | 1           | 0           |
| 2023         | 4           | 0           |
| 2024         |             |             |
| 通算         | 8           | 0           |

## タイトル

### クラブ
VfLヴォルフスブルク
- DFLスーパーカップ：2015